# レイフ・ヨハンソン
レイフ・ヨハンソン（Leif Valdemar Johansson、1951年8月30日 - ）はスウェーデン出身の企業家である。1997年から2011年までボルボ・グループの最高責任者、2011年から2017年までエリクソンの会長、現在はアストラゼネカの会長である。2012年、雑誌Fokusは彼をスウェーデンで6番目に影響力のある人物と位置付けた。

## 生い立ち
レイフは1951年8月30日にスウェーデンのヨーテボリで生まれた。父レッナールト・ヨハンソン(Lennart Johansson)はSKFグループの社長であった（1971年-1985年）。妻エヴァとの間に5人の子供がいる。
1977年、チャルマース工科大学で材料工学の学位をうけた。